# Јакуб Скјерка
Јакуб Данијел Скјерка (пољ. Jakub Daniel Skierka; Зјелона Гора, 4. октобар 1998) пољски је пливач чија ужа специјалност су трке леђним стилом. 

## Спортска каријера
Скјерка је дебитовао на међународној сцени на првим Европским играма у Бакуу 2015. на којима су се такмичили јуниорски пливачи, а где је освојио бронзану медаљу у штафетној трци на 4×100 мешовито. Два месеца касније по први пут је наступио на светском јуниорском првенству које је те године одржано у Сингапуру. Јуниорску акријеру је окончао освајањем по једног сребра и бронзе на европском јуниорском првенству у мађарском Ходмезевашархељу 2016. године. 
Прво велико сениорско такмичење на коме је наступио је било светско првенство у Будимпешти 2017, где је заузео укупно 26. место у квалификацијама трке на 200 леђно. У децембру исте године пливао је и на Европском првенству у малим базенима у Копенхагену, а најбољи палсман му је било 10. место у квалификацијама трке на 200 леђно. 
Други наступ на светским првенствима у великим базенима је имао у корејском Квангџуу 2019, где је, као и две године раније, наступио само у трци на 200 леђно, успевши да се пласира у полуфинале које је окончао на 16. месту. 
На европском првенству у малим базенима у Глазгову 2019. заузео је четврто место у финалу на 200 леђно, што му је уједно био и најбољи резултат у дотадашњој сеноорској каријери. 